# Punto caliente de Hawái

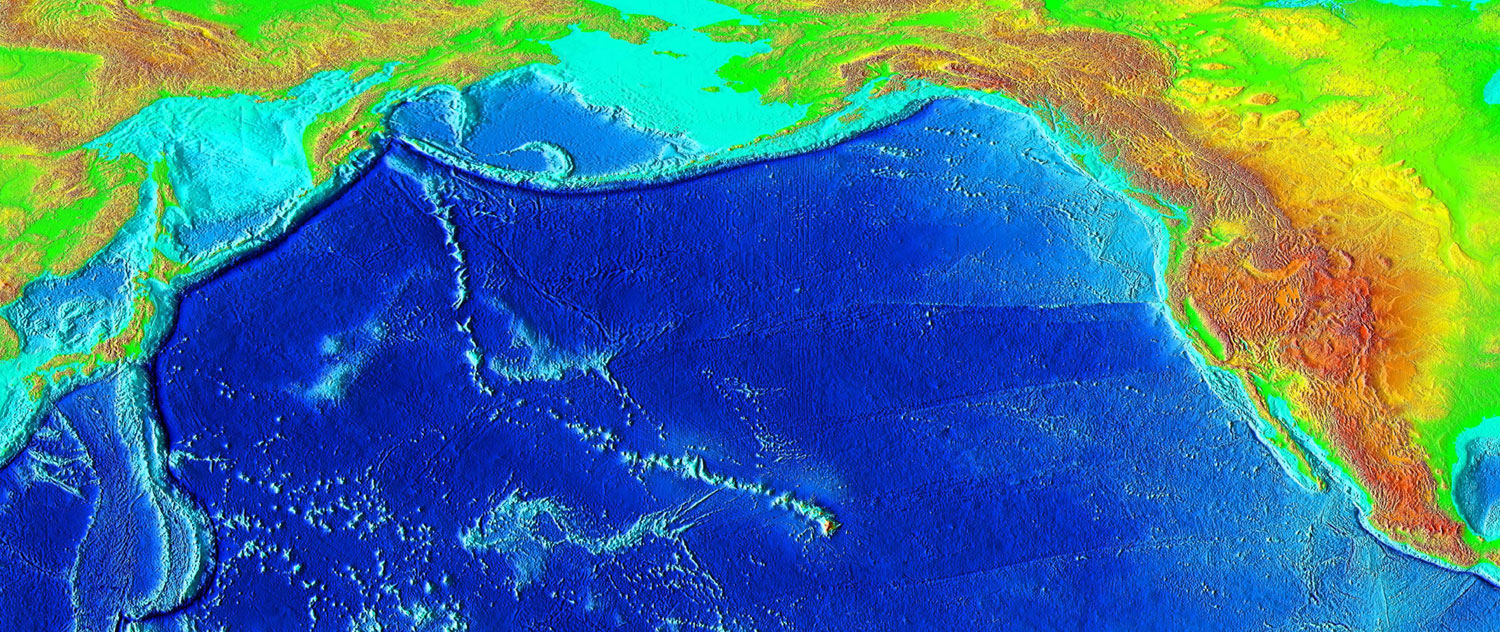
Batimetría de la cadena de montes submarinos Hawái-Emperador, que muestra la larga cadena volcánica generada por el punto caliente de Hawái, que se extiende desde la isla de Hawái hasta la fosa de las Aleutianas.

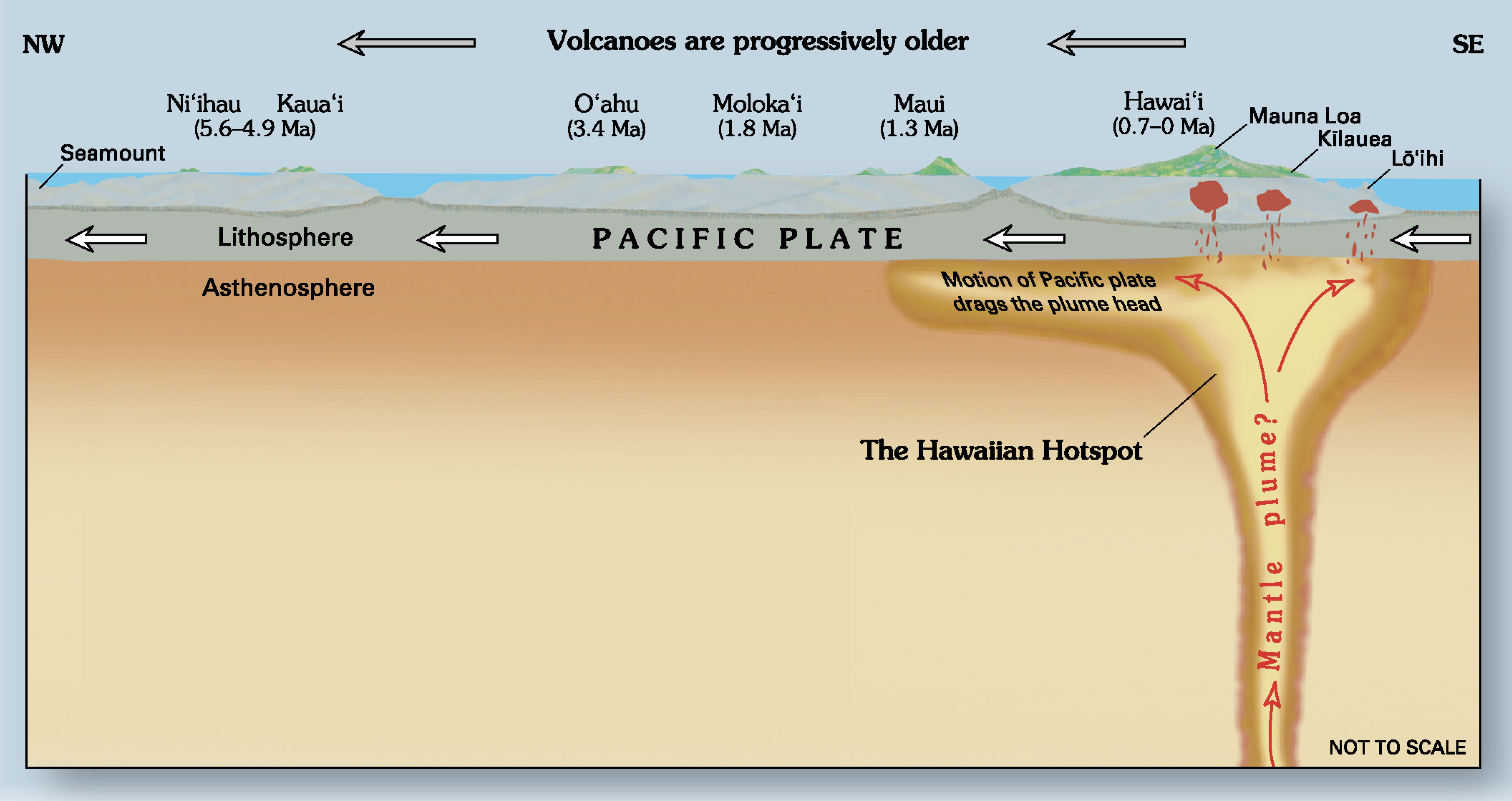
Diagrama que muestra la deriva de la corteza terrestre sobre el punto caliente.

El punto caliente de Hawái es un punto caliente que se encuentra en el norte del océano Pacífico, cerca del archipiélago de Hawái. La pluma del manto de Hawái, una de las zonas geológicas más conocidas y estudiadas del mundo, es responsable de la creación de la cadena de montes submarinos Hawái-Emperador, una cadena de volcanes con una extensión de más de 5800 km, de las cuales cuatro son activos, dos son inactivos, y más de 123 son extintos, entre ellos muchos que son fuertemente erosionados y sumergidos bajo las olas como monte submarino o atolón. La cadena se extiende desde el sur de la isla de Hawái hasta el borde de la fosa de las Aleutianas, cerca de la frontera oriental de Rusia.
Aunque la mayoría de los volcanes del mundo afloraron por la actividad geológica en los límites de las placas tectónicas, el punto caliente de Hawái se encuentra lejos de estos límites. La teoría clásica sobre los puntos calientes, expuesta por primera vez en 1963 por John Tuzo Wilson, propone que una sola pluma del manto produce volcanes que a continuación, separados de su fuente por el movimiento de la placa del Pacífico, se vuelven cada vez menos activos y finalmente erosionan debajo del nivel del mar tras un proceso que dura millones de años. De acuerdo con esta teoría, la curva —con un ángulo de aproximadamente 60°— que separa los segmentos de los montes Emperador de la cadena, de los de Hawái, se debe a un cambio repentino en el movimiento de la placa del Pacífico. Sin embargo, investigaciones recientes de esta irregularidad llevaron la propuesta de la teoría del punto caliente movible en 2003, la que sugiere que los puntos calientes son móviles en vez de fijos, y que la curva, que tiene una edad de 47 millones de años, fue causada por un cambio en el movimiento del punto caliente en vez del movimiento de la placa.
Los antiguos hawaianos fueron los primeros en reconocer el aumento de la edad y el estado degradado de los volcanes hacia el norte, a medida que avanzaban en sus expediciones de pesca a lo largo de las islas. El estado volátil de los volcanes de Hawái, personificados en Pele, la deidad de los volcanes, y su constante batalla con el mar era un elemento importante en la mitología hawaiana. Después de la llegada de los europeos en 1880-1881, James Dwight Dana dirigió el primer estudio geológico formal de las rocas volcánicas de la zona y confirmó la relación observada por los nativos. El año 1912 marcó la fundación del Observatorio Vulcanológico de Hawái por el vulcanólogo Thomas Jaggar, con la cual se inició la observación científica continua de las islas. En la década de 1970, se inició un proyecto de mapas para obtener más información acerca de la compleja geología del fondo marino de Hawái.

## Teorías
Por lo general las placas tectónicas concentran la deformación y el vulcanismo en los límites de las placas. Sin embargo, el punto caliente de Hawái se encuentra a más de 3200 km del límite de placas más cercano. Al estudiar el fenómeno en 1963, el geofísico canadiense John Tuzo Wilson propuso la teoría del punto caliente para explicar estas zonas de vulcanismo tan lejos de las condiciones normales, una teoría que fue ampliamente aceptada.

### Teoría del punto caliente estacionario de Wilson

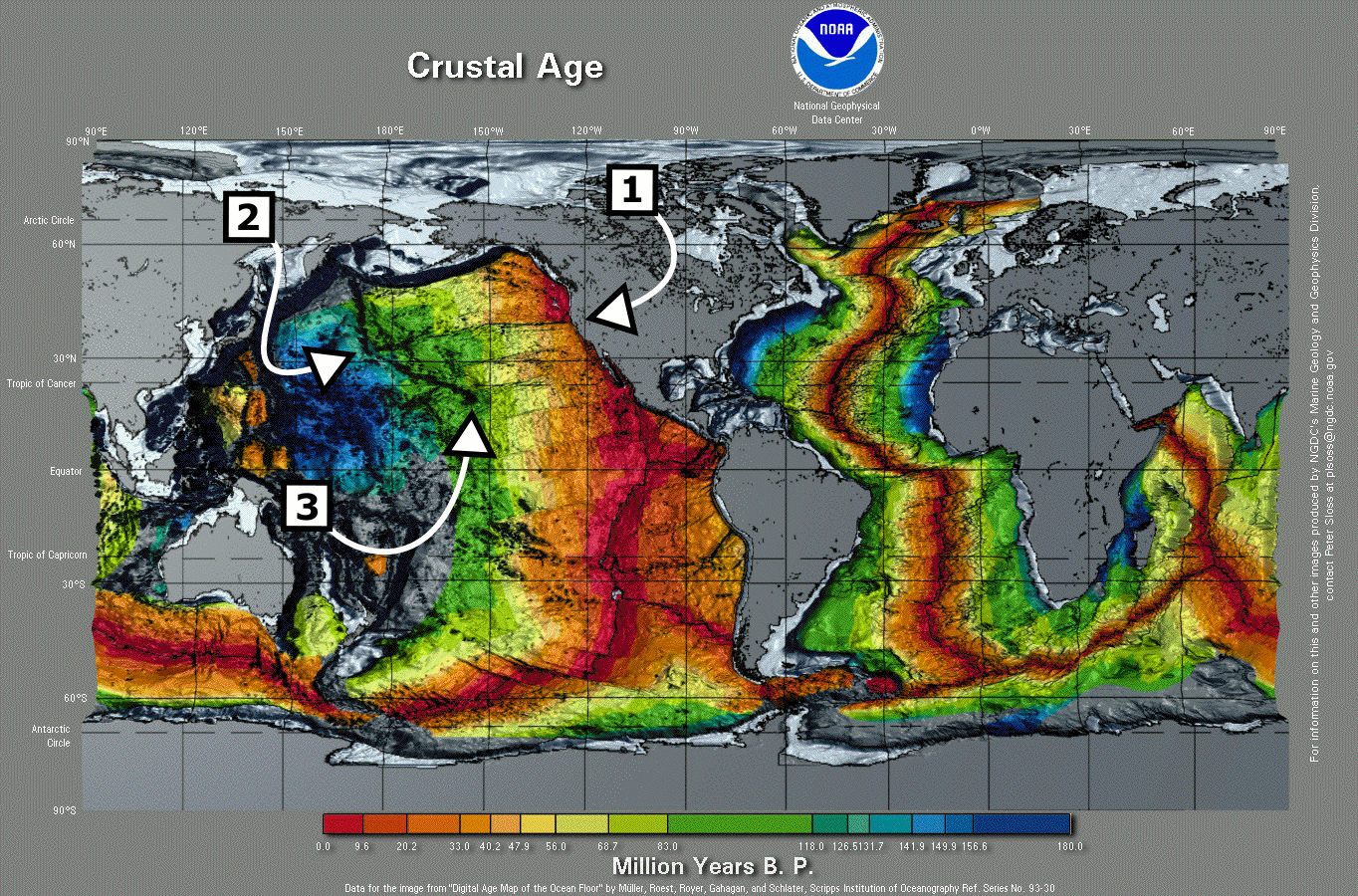
Mapa con códigos de colores, de rojo a azul para indicar la edad de la corteza creada por la expansión del fondo oceánico. 2 indica la posición de la curva en la pista del punto caliente, y 3 indica la ubicación actual del punto caliente de Hawái.

John Tuzo Wilson propuso la existencia de larga duración de pequeñas áreas de magma excepcionalmente calientes debajo de la superficie de la Tierra; estos focos de calor crean plumas del manto térmicamente activas, que a su vez sostienen la actividad volcánica a largo plazo. Este vulcanismo en «medio de la placa» genera picos que se elevan desde un fondo marino sin rasgos particulares, inicialmente como montes submarinos y más tarde como islas volcánicas. La tectónica de placas causa la lenta deriva de la placa tectónica local —en el caso del punto caliente de Hawái, la placa del Pacífico— sobre el punto caliente, llevando sus volcanes con ella sin afectar la pluma del manto. A lo largo de cientos de miles de años, el suministro de magma al volcán se reduce lentamente y finalmente se extingue. Sin actividad volcánica para contrarrestar la erosión, el volcán se hunde lentamente bajo las olas, para nuevamente convertirse en un monte submarino. A medida que continúa el ciclo, se manifiesta un nuevo centro volcánico, y surge una nueva isla volcánica. Este proceso continúa hasta el colapso de la pluma del manto.
Con este ciclo de crecimiento e inactividad se genera una serie de volcanes durante millones de años, dejando un rastro de islas volcánicas y montes submarinos en el fondo del océano. Según la teoría de Wilson, los volcanes hawaianos deben ser progresivamente más viejos y más erosionados cuanto más lejos están del punto caliente, lo que se puede comprobar con simple observación; la roca más antigua de las principales islas de Hawái es la de Kauaʻi que tiene una edad de aproximadamente 5.5 millones de años y es fuertemente erosionado, mientras que la roca en la isla de Hawái es comparativamente joven con una edad de 700 mil años o menos, con constantes erupciones que añaden nuevas capas de lava en el Kilauea, el actual centro del punto caliente. Otra consecuencia de su teoría es que la longitud y la orientación de la cadena sirve como un registro de la dirección y velocidad del movimiento de la placa del Pacífico. Una de las principales características del recorrido de Hawái es una repentina curva de 60° en una sección con una edad de 40-50 millones de años, y de acuerdo con la teoría de Wilson, esto es evidencia de un cambio importante en la dirección de la placa, un cambio que habría resultado en subducción a lo largo de gran parte del límite occidental de la placa del Pacífico. Esta parte de la teoría ha sido cuestionada recientemente, y la curva podría atribuirse al movimiento del propio punto de caliente.
Los geofísicos creen que los puntos calientes se originan en uno de los dos principales límites ubicados en la profundidad de la tierra, ya sea en una interfaz somera en la parte inferior del manto entre una capa superior en convección y una capa inferior que no está en convección, o en una capa D'' ("D doble prima") más profunda, con una espesura de aproximadamente 200 km que se encuentra inmediatamente encima del límite núcleo-manto.
Se iniciaría una pluma de manto en la interfaz si la capa inferior más caliente produce un calentamiento de una porción de la capa superior más fría. Esta porción calentada y menos viscosa de la capa superior se volverá menos densa debido a la expansión térmica, y subirá hacia la superficie como una inestabilidad Rayleigh-Taylor. Cuando la pluma del manto alcanza la base de la litosfera, la pluma la calienta y se produce masa fundida. Este magma luego sube hacia la superficie, donde erupciona como lava.
Los argumentos a favor de la validez de la teoría del punto caliente generalmente se centran en la evolución constante de la edad de las islas de Hawái y accidentes geográficos cercanos: la existencia de una curva similar en el recorrido del punto caliente de Macdonald, la cadena de montañas submarinas de las islas Marshall-Austral, ubicada directamente al sur; otros puntos calientes del Pacífico que siguen la misma tendencia de sureste a noroeste en posiciones relativas fijas, con la misma tendencia en progresión de edad; y estudios sismológicos de Hawái muestran un aumento de las temperaturas en el límite entre el núcleo y el manto, lo que indica la existencia de una pluma del manto.

### Teoría del punto caliente superficial

Diagrama seccionado de la estructura interna de la Tierra.

Otra hipótesis mantiene que los puntos calientes nacen de la interacción tectónica somera entre la litosfera y astenosfera. El área alrededor de Hawái era muy diferente hace unos 70 hasta 100 millones de años debido a cambios en los límites de placas, y puede haber existido una dorsal mediooceánica (la  dorsal Pacífico-Kula) que desapareció en el Terciario temprano, hace unos 65 millones de años. Después de que cambios en la dinámica de placas resultaron en la desaparición de la dorsal, en el área puede haber establecido un suministro continuo de magma, así formando un punto caliente autosostenible, posiblemente respaldado por procesos más profundos en el manto.
Sin embargo, la tomografía sísmica rechaza esta hipótesis, ya que muestra que la pluma del manto bajo el punto caliente de Hawái se extiende hasta el límite núcleo-manto.

### Teoría del punto caliente movible
El elemento más cuestionado de la teoría de Wilson es la cuestión si los puntos calientes realmente son estacionarios en relación con las placas tectónicas superpuestas. Muestras de núcleo ya recogidas por los científicos en 1963, sugieren que el punto caliente pueda haberse desplazado en el tiempo, al ritmo relativamente rápido de unos 4 cm por año durante la era del Cretácico tardío y Paleógeno temprano (81-47 Ma); en comparación, la dorsal mesoatlántica se ensancha a una velocidad de 2.5 cm por año. En 1987, un estudio publicado por Peter Molnar y Joann Stock descubrió que el punto caliente se desplaza en relación con el océano Atlántico; sin embargo, lo interpretaron como el resultado de los movimientos relativos de las placas del Pacífico y Norteamericana en lugar del desplazamiento del propio punto caliente.

En 2001, el Ocean Drilling Program (actualmente fusionado con el Integrated Ocean Drilling Program), un esfuerzo internacional de investigación de los fondos marinos del mundo, financió una expedición de dos meses a bordo del buque de investigación JOIDES Resolución para recoger muestras de lava de cuatro montes submarinos sumergidos de la cadena del Emperador. La expedición realizó perforaciones en los montes submarinos de Detroit, Nintoku y Koko, que se encuentran todos en el extremo noroeste de la cadena, la parte más antigua. Estas muestras de lava, que fueron analizadas en 2003, sugirieron que el punto caliente de Hawái era móvil, y que la curva se debe a un cambio en el movimiento del propio punto caliente.  El científico John Tarduno dijo a National Geographic:
La curva de Hawái fue utilizada como un ejemplo clásico de como una placa grande puede rápidamente cambiar de movimiento. Uno puede encontrar un diagrama de la curva Hawái-Emperador en casi todos los libros de introducción a la geología que hay. Realmente es algo que llama la atención.
Sin embargo, a pesar de representar un cambio importante, la alteración de dirección no fue registrada en declinaciones magnéticas, ni en las orientaciones de zonas de fractura o reconstrucciones de placas; tampoco era factible que una colisión continental pudiera haberse producido lo suficientemente rápido como para ocasionar una curva tan pronunciada en la cadena. Para comprobar si la curva era el resultado de un cambio de dirección de la placa del Pacífico, los científicos analizaron la geoquímica de las muestras de lava para determinar dónde y cuándo se formaron. La edad se determinó por medio de la datación radiométrica de isótopos radiactivos de potasio y argón.
Los investigadores estimaron que los volcanes se formaron durante un período de hace 81 millones hasta 45 millones de años. Tarduno y su equipo determinaron dónde los volcanes se formaron mediante el análisis del mineral magnetita en las rocas. Cuando, después de una erupción volcánica, el lava caliente se enfría, pequeños granos dentro de la magnetita se alinean con el campo magnético de la Tierra, y se consolidan una vez que se solidifica la roca. Con el análisis de la orientación de los granos dentro de la magnetita, los investigadores lograron comprobar las latitudes en las cuales los volcanes se formaron. Los paleomagnetólogos llegaron a la conclusión de que el punto caliente de Hawái se había desplazado hacia el sur en algún momento de su historia, y que, hace 47 millones de años, la velocidad de este movimiento se redujo, o que tal vez incluso se paró por completo.

## Historia de estudios

### Antiguo Hawái
Mucho antes de la llegada de los europeos, los antiguos hawaianos sospecharon que las islas de Hawái se volvían cada vez más antiguas cuando más se encontraban en el noroeste. Durante sus viajes, los marineros hawaianos observaron diferencias en la erosión, formación del suelo, y vegetación, lo que les permitió deducir que las islas hacia el noroeste (Niʻihau y Kauaʻi) eran más viejas que las del sureste (Maui y Hawái). La idea fue transmitida de generación en generación a través de la leyenda de Pele, la diosa hawaiana del fuego y de los volcanes. Esta visión dinámica contrastaba con la narrativa estática de creación de Génesis enseñada por los europeos en aquel momento.
Pele nació del espíritu femenino Haumea, o Hina, que, como todos los dioses y diosas de Hawái, era descendiente de los seres supremos, Papa, o Madre Tierra, y Wakea, o Padre Cielo.: 63   Según el mito, Pele vivió originalmente en Kauai, cuando su hermana mayor Namaka, la diosa del mar, la atacó por seducir a su marido. Pele huyó hacia el sureste, a la isla de Oahu. Cuando se vio obligada por Namaka a huir nuevamente, Pele se trasladó hacia el sureste a Maui, y finalmente a Hawái, donde aún vive en el cráter Halemaumau en la cumbre del Kilauea. Allí estaba segura, ya que las laderas del volcán son tan altas que incluso las poderosas olas de Namaka no pudieron alcanzarla. La fuga mítica de Pele, que alude a la eterna lucha entre las islas volcánicas y las olas del mar, es consistente con la evidencia geológica acerca de la disminución de las edades de las islas hacia el sureste.

### Estudios modernos

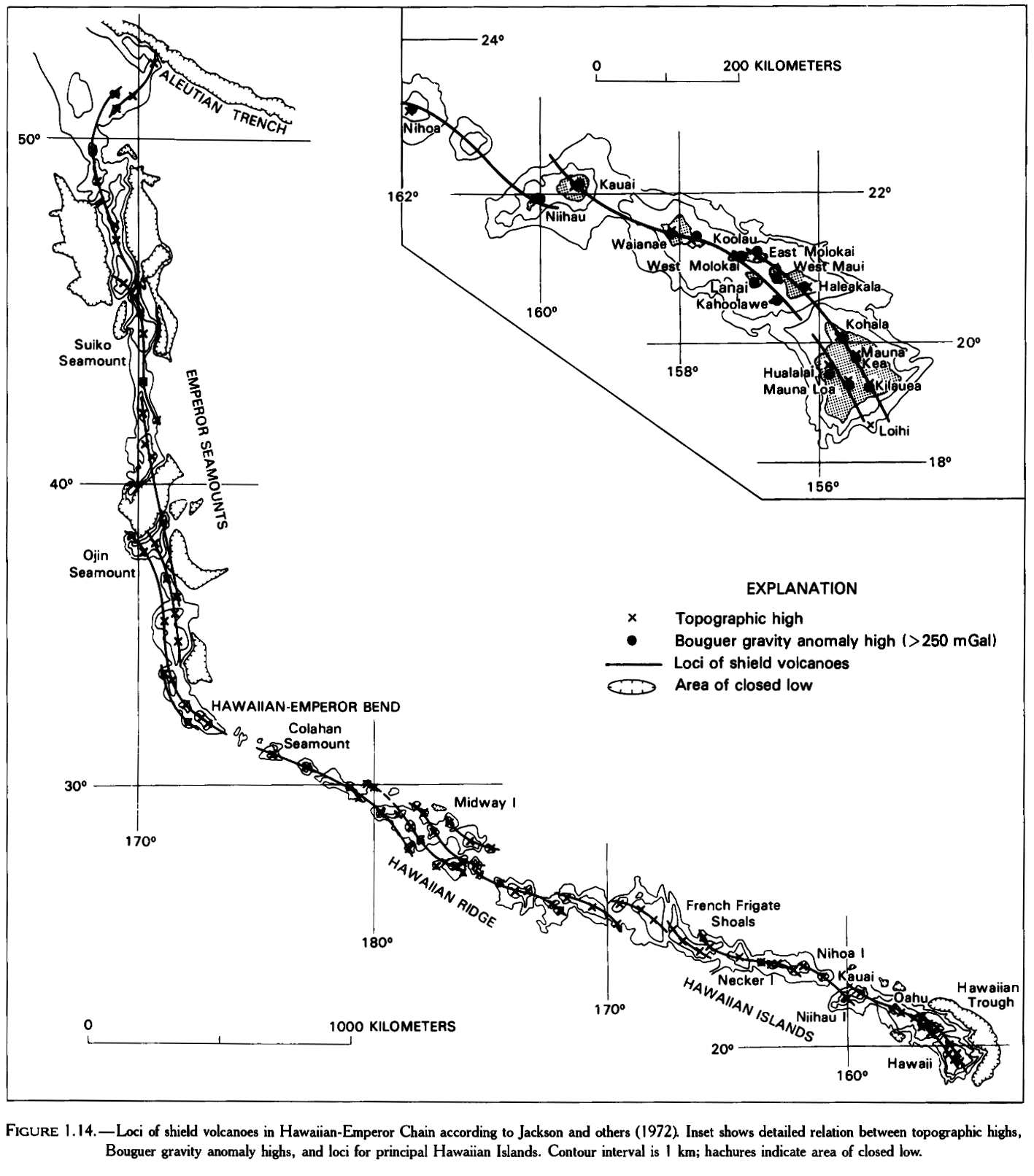
Las tendencias volcánicas de Loa y Kea siguen caminos serpenteantes paralelos sobre miles de kilómetros.

Tres de los primeros observadores conocidos de los volcanes eran los científicos escoceses Archibald Menzies en 1794, James Macrae en 1825, y David Douglas en 1834. Apenas llegar a las cumbres resultó desalentador: Menzies necesitó tres intentos para ascender el Mauna Loa, y Douglas murió en las laderas del Mauna Kea. La Expedición de exploración de Estados Unidos pasó varios meses estudiando las islas en 1840-1841. El geólogo estadounidense James Dwight Dana formaba parte de esa expedición, al igual que el teniente Charles Wilkes, quien dirigió un equipo de cientos de hombres que transportaban un péndulo a la cumbre del Mauna Loa para medir la gravedad. Dana se quedó con el misionero Tito Coan, que proporcionaría décadas de observaciones de primera mano. Dana publicó un breve ensayo en 1852.
Dana seguía siendo interesado en el origen de las islas de Hawái, y dirigió un estudio más en profundidad en 1880 y 1881. Mediante la observación de las diferencias en su grado de erosión, confirmó que la edad de las islas aumentaba con la distancia desde la isla que se situaba en el extremo sureste. También sugirió que muchas otras cadenas de islas en el Pacífico mostraron un aumento de edad general similar de sureste a noroeste. Dana llegó a la conclusión de que la cadena de Hawái constaba de dos cadenas volcánicas, localizadas a lo largo de distintas rutas curvadas paralelas. Acuñó los términos «Loa» y «Kea» para las dos tendencias principales. La tendencia Kea incluye los volcanes de Kilauea, Mauna Kea, Kohala, Haleakala y Maui occidental. La tendencia Loa incluye Loiʻhi, Mauna Loa, Hualalai, Kahoʻolawe, Lanaʻi, y  Molokaʻi occidental.
Dana propuso que la alineación de las islas de Hawái reflejaba la actividad volcánica localizada a lo largo de una zona de fisura importante. La teoría de la «Gran fisura» de Dana fue la hipótesis de trabajo para los estudios posteriores hasta la mitad del siglo XX.
El trabajo de Dana fue seguido por la expedición de 1884 del geólogo Clarence Dutton, que perfeccionó y amplió las ideas de Dana. En particular, Dutton estableció que la isla de Hawái albergaba en realidad a cinco volcanes, mientras que originalmente Dana solo había contado tres. Dana había considerado el Kilauea como un respiradero en el flanco del Mauna Loa, y al Kohala como parte de Mauna Kea. Dutton también refinó otras observaciones de Dana, y se le acredita la denominación de los tipos de lava ʻAʻā y pahoehoe, aunque fue Dana quien había señalado la distinción. Estimulado por la expedición de Dutton, Dana regresó en 1887, y publicó muchos relatos de su expedición en el American Journal of Science. En 1890 publicó el manuscrito más detallado de su día, y se mantuvo como la guía definitiva del vulcanismo hawaiano por décadas. En 1909 se publicaron dos volúmenes que citaron ampliamente los trabajos anteriores ya fuera de circulación.: 154–155 
En 1912 el geólogo Thomas Jaggar fundó el Hawaiian Volcano Observatory. La instalación fue adquirida en 1919 por el National Oceanic and Atmospheric Administration y en 1924 por el United States Geological Survey (USGS), marcando el inicio de la observación continua de los volcanes en la isla de Hawái. El siglo XX fue un período de investigación minuciosa, marcada por las contribuciones de muchos de los mejores científicos. El primer modelo evolutivo completo fue formulado por primera vez en 1946, por el hidrólogo y geólogo del USGS, Harold T. Stearns. Desde ese momento, los avances permitieron el estudio de áreas que previamente contaban con observaciones limitadas, como por ejemplo, la mejora de los métodos de datación de roca y etapas volcánicas submarinas.: 157 
En la década de 1970, el fondo marino de Hawái fue mapeado utilizando buques con sonar. El uso de datos obtenidos con Computed SYNBAPS (Synthetic Bathymetric Profiling System) llenaron los vacíos entre el sonar naval y las mediciones batimétricas. De 1994 a 1998 el Japan Agency for Marine-Earth Science and Technology (JAMSTEC) realizó un mapeo detallado de Hawái y estudió su fondo marino, convirtiendo el área en una de las zonas marinas más estudiadas del mundo. El proyecto JAMSTEC, una colaboración entre el USGS y otros organismos, utilizó sumergibles tripulados, vehículos submarinos operados a distancia, muestras de dragado, y  muestras de núcleo. Con el sistema de sonar lateral de barrido (Simrad EM300 multibeam) se recogieron datos de batimetría y de retrodispersión.

## Características

### Posición
El punto caliente de Hawái ha sido grabado por tomografía sísmica, y se estima que tiene una anchura de 500–600 km. Mediciones recientes por tomografía de difracción y tomografía de alta resolución local indican que existe una pluma del manto inferior, y un estanque de material de pluma que se evidencia por una extensa zona de baja velocidad en el manto superior. Estas zonas de baja velocidad sísmica a menudo indican la presencia de material del manto más caliente y más boyante. Una estrecha columna de baja velocidad que se extiende hacia abajo con una profundidad de 670 a 1500 km bajo Hawái, conecta con una extensa zona de baja velocidad a 2000 km en el límite entre el núcleo y el manto al norte de Hawái, que muestra que la pluma del manto está inclinada a un cierto grado, desviado hacia el sur por el flujo del manto. Datos sobre la desintegración de series de desequilibrio de uranio mostraron que la región con flujo activo de la zona de fusión es de 220 ±40 km de ancho en su base y 280 ±40 km en el afloramiento del manto superior, consistente con mediciones tomográficas .

### Temperatura
Mediante estudios indirectos se descubrió que la cámara de magma se encuentra a una profundidad de unos 90–100 km, lo que coincide con la profundidad estimada de la roca del período Cretácico en la litosfera oceánica; esto puede indicar que la litosfera actúa como una tapa para la fusión, por detener el ascenso del magma. Se logró determinar la temperatura original de la lava en dos maneras: mediante pruebas del punto de fusión de granate en la lava, y ajustando la lava por degradación de olivino. Ambas pruebas del USGS parecen confirmar una temperatura de aproximadamente 1500 ℃; en comparación, la temperatura estimada del basalto de la dorsal oceánica es aproximadamente 1325 °C.
La anomalía del flujo de calor superficial alrededor del hinchamiento o domo hawaiano es solo del orden de 10 mW/m², mucho menos que la parte continental de los Estados Unidos que tiene un rango de 25 a 150 mW/m². Esto es algo inesperado para el modelo clásico de una pluma mantélica caliente y boyante. Sin embargo, se ha comprobado que otras plumas del manto muestran flujos de calor superficiales muy variables, y que esta variabilidad puede ser debida al flujo de fluido hidrotermal variable en la corteza terrestre encima de los puntos calientes. Este flujo de fluido elimina de manera advectiva el calor de la corteza, y por lo tanto el flujo de calor por conducción medido es menor que el flujo de calor superficial total real. El bajo calor a lo largo del domo hawaiano indica que no está respaldada por una corteza boyante o litosfera superior, sino que está sostenida por la surgencia caliente (y por lo tanto menos densa) de la pluma del manto que hace que la superficie se eleve mediante un mecanismo conocido como «topografía dinámica».

### Movimiento
Los volcanes hawaianos derivan hacia el noroeste del punto caliente a un ritmo de aproximadamente 5 a 10 cm al año. El punto caliente se desplazó hacia el sur por unos 800 km con relación a la cadena del Emperador. Estudios paleomagnéticos apoyan esta conclusión sobre la base de los cambios en el campo magnético de la Tierra, cuya imagen fue arraigada en las rocas en el momento de su solidificación, demostrando que estas montañas se formaron en latitudes más altas que las de Hawái actualmente. Antes de la formación de la curva, el punto caliente se desplazó unos 7 cm por año; la velocidad del desplazamiento cambió a aproximadamente 9 cm por año en el momento de que se formó la curva. El Ocean Drilling Program proporcionó la mayor parte de los datos actuales sobre esta deriva. La expedición de 2001 llevó a cabo perforaciones en seis montes submarinos e hizo pruebas con las muestras para determinar su latitud original, y así las características y la velocidad del patrón de deriva del punto caliente.
Cada volcán sucesivo pasa menos tiempo conectado activamente a la pluma del manto. La gran diferencia entre las lavas más recientes y más antiguas entre la cadena Emperador y los volcanes hawaianos indica que la velocidad del desplazamiento del punto caliente está aumentando. Por ejemplo, Kohala el volcán más antiguo de la isla de Hawái, tiene una edad de 1 millón de años y la última erupción se produjo hace 120.000 años; por lo tanto, estaba activo durante un período de casi 900.000 años. En contraste, uno de los montes submarinos más antiguos, Detroit, experimentó una actividad volcánica de 18 millones de años o más.
El volcán más antiguo de la cadena, el monte marino Meiji, se encuentra en el borde de la fosa de las Aleutianas y se formó hace 85 millones años. Si la placa del Pacífico mantiene su velocidad actual, el monte submarino será destruido en unos pocos millones de años, ya que la placa del Pacífico se desliza bajo la placa Euroasiática. Se desconoce si la cadena de montes submarinos ha sido subducida bajo la placa euroasiática, y no se sabe si el punto caliente es más antiguo que el monte submarino Meiji, ya que cualquier monte submarino más antiguo pueda haber sido destruido por el límite de la placa. También es posible que una colisión cerca de la fosa de las Aleutianas hubiera cambiado la velocidad de la placa del Pacífico, lo que explicaría la curva que se produjo en la cadena de volcanes asociada con el punto caliente; la relación entre estas características todavía se está investigando.

### Magma

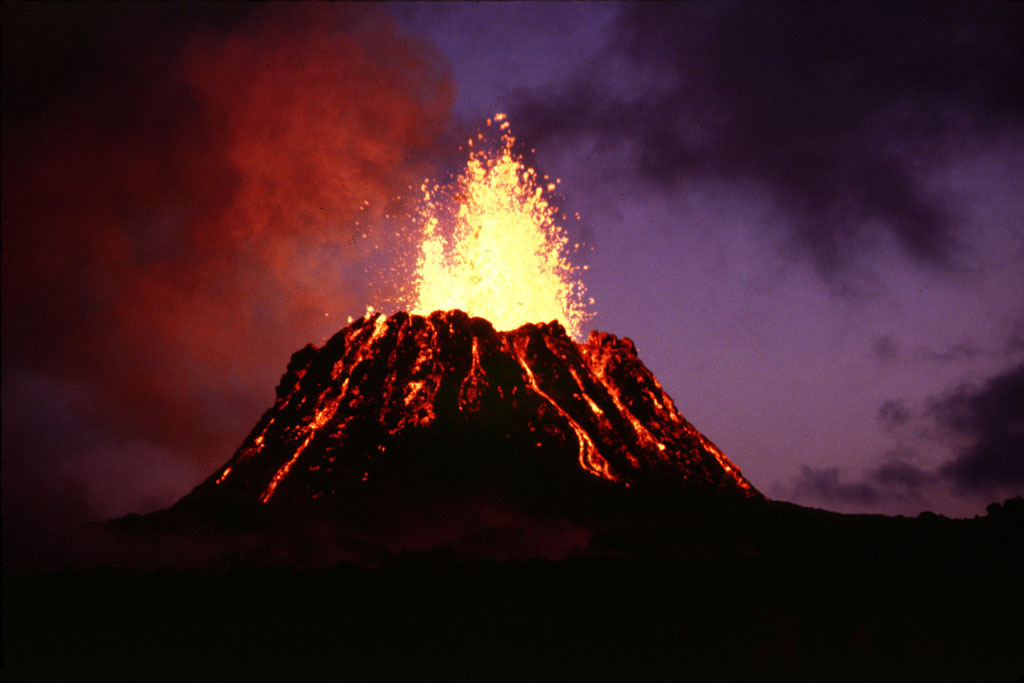
Una fuente de lava en Puʻu ʻŌʻō, un cono volcánico en el flanco del Kilauea. Puʻu ʻŌʻō es uno de los volcanes más activos del mundo, y ha estado en erupción continua desde el 3 de enero de 1983.

La composición del magma de los volcanes ha cambiado de manera significativa según el análisis de las proporciones elementales de estroncio-niobio-paladio. Los montes submarinos del Emperador estuvieron activos durante al menos 46 millones años, con la lava más antigua datando del período Cretácico, seguido de otros 39 millones de años de actividad a lo largo del segmento hawaiano de la cadena, por un total de 85 millones años. Los datos demuestran la variación vertical en la cantidad de estroncio presente tanto en las lavas alcalinas (etapas tempranas) y toleíticas (etapas tardías). El aumento sistemático disminuye drásticamente en el momento de que se produce la curva.
Casi todo el magma creado por el punto caliente es basalto ígneo; los volcanes se formaron casi en su totalidad de este tipo de magma, o bien de gabro y diabasa, similar en composición pero con gránulos más gruesos. Otras rocas ígneas, tales como nefelinita, están presentes en pequeñas cantidades; estas ocurren a menudo en los volcanes más antiguos, y más en particular el monte submarino Detroit. La mayoría de las erupciones son fluidas porque el magma basáltico es menos viscoso que los magmas característicos para erupciones explosivas tal como los magmas andesíticos que producen erupciones espectaculares y peligrosas alrededor de los márgenes de la cuenca del Pacífico. Los volcanes se clasifican en varias categorías eruptivas. En las erupciones hawaianas el flujo de lava derramada de los cráteres forma largos flujos de roca fundida, que fluyen por las laderas, cubriendo hectáreas de tierra y sustituyendo una parte del océano con lava nueva.

### Frecuencia y escala de erupción

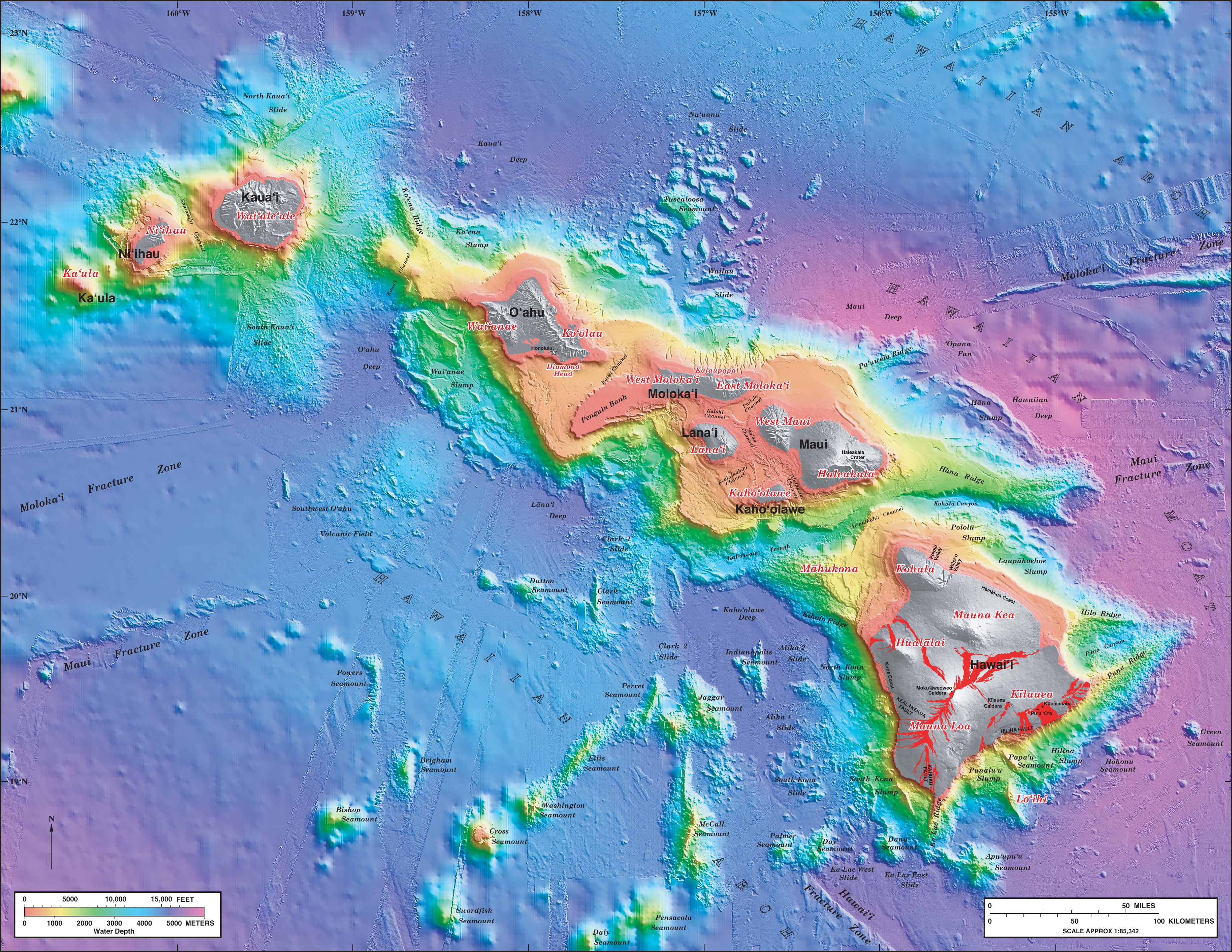
Batimetría y topografía de las islas hawaianas del sudeste, con los flujos históricos de lava en rojo.

Existe evidencia significativa de que el volumen de los flujos de lava se han incrementado. Durante los últimos seis millones de años el volumen de lava ha sido mucho mayor que antes, con más de 0,095 km³ por año. El promedio para el último millón de años es aún mayor, con aproximadamente 0,21 km³ de lava. En comparación, la tasa promedio de producción de lava en una dorsal oceánica es de aproximadamente 0,02 km³ por cada 1000 kilómetros de la dorsal. La tasa a lo largo de la cadena de montes submarinos Emperador tiene un promedió de 0,01 km³ por año. La tasa fue casi cero durante los primeros cinco millones de años de existencia del punto caliente. La tasa promedio de producción de lava a lo largo de la cadena de Hawái ha sido mayor, con 0,017 km³ por año. En total, el punto caliente ha producido aproximadamente 750.000 km³ de lava, lo suficiente para cubrir California con una capa de aproximadamente 1,5 km de espesor.
La distancia entre los volcanes individuales se ha reducido. Aunque los volcanes derivaron hacia el norte con una mayor velocidad, aunque estén activos durante un periodo menor, el actual volumen eruptivo mucho mayor del punto caliente ha generado volcanes con una distribución más concentrada, y muchos de ellos se superponen, formando superestructuras como la isla de Hawái y la antigua Maui Nui. Entretanto, muchos de los volcanes de la cadena de montes submarinos Emperador están separados por 100 km o incluso hasta 200 km.

### Topografía y geoide
Un análisis topográfico detallado de la cadena de montes submarinos Hawái-Emperador revela que el punto caliente es el centro de un alto topográfico, y que la elevación cae con la distancia desde el punto caliente. La disminución más rápida de la elevación y la mayor relación entre la topografía y la altura geoidal se sitúan en la parte sureste de la cadena, cayendo con la distancia al punto caliente, particularmente en la intersección de las zonas de fractura Molokai y Murray. La explicación más probable es que la región entre las dos zonas es más susceptible de recalentarse que la mayor parte de la cadena. Otra explicación posible es que la fuerza del punto caliente aumenta y subside a través del tiempo.
En 1953, Robert S. Dietz y sus colegas identificaron por primera vez el comportamiento del hinchamiento hawaiano. Se sugirió que la causa era afloramiento del manto. Posteriormente se señaló como causa al levantamiento tectónico debido al recalentamiento en la litosfera inferior. Sin embargo, considerando la actividad sísmica normal debajo del domo, así como la falta de detección de flujo de calor, los científicos sugirieron como causa la topografía dinámica en el cual el movimiento de la pluma del manto caliente sostiene el alto topográfico (domo) alrededor de las islas. La comprensión del domo hawaiano tiene importantes implicaciones para el estudio de los puntos calientes, la formación de islas y el núcleo de la Tierra.

## Volcanes
Durante su existencia de 85 millones de años, el punto caliente de Hawái generó al menos 129 volcanes, de las cuales más de 123 son montes submarinos, atolones y volcanes extintos, cuatro son volcanes activos, y dos son volcanes inactivos. Pueden ser clasificados en tres categorías generales: el archipiélago de Hawái, que comprende la mayor parte del estado de Hawái y es donde se concentra la actividad volcánica actual; las islas de Sotavento, que consisten de atolones de coral e islas volcánicas extintas; y los montes submarinos del Emperador, que todos experimentaron una fuerte erosión y se hundieron en el mar para convertirse en montes submarinos y guyots (montes de superficie plana).

### Características volcánicas

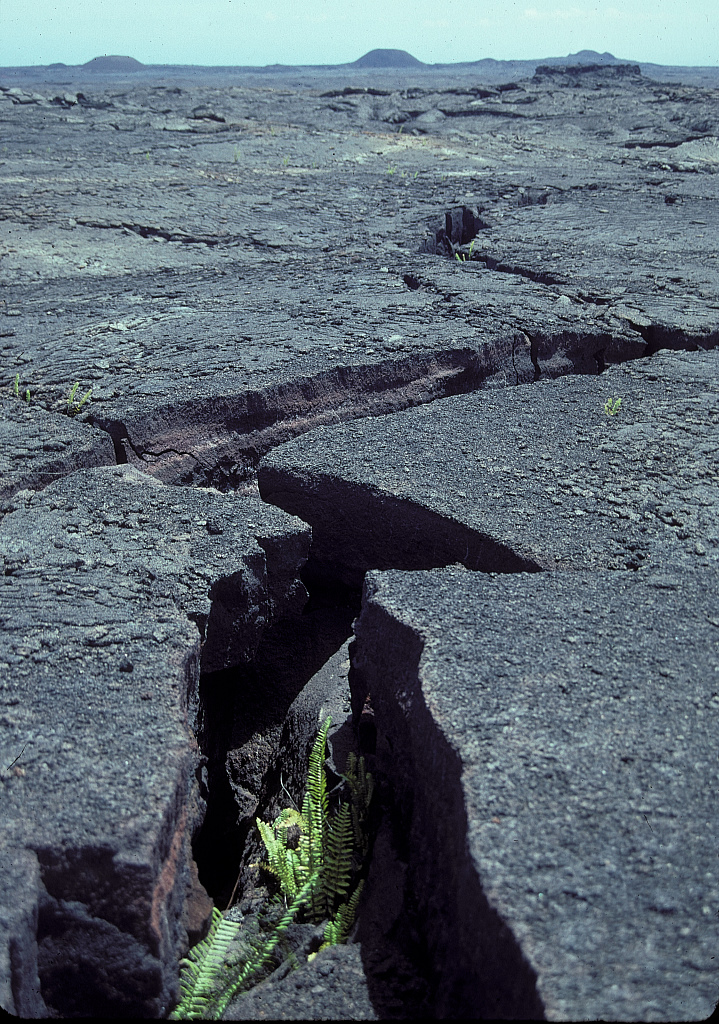
zona de ruptura oriental del Kilauea.

Los volcanes hawaianos se caracterizan sus frecuentes erupciones de fisuras, su gran tamaño (con un volumen de miles de kilómetros cúbicos), y su forma áspera y descentralizada. Las zonas de ruptura forman una característica importante de estos volcanes, y resultaron en la estructura volcánica aparentemente aleatoria. La montaña más alta de la cadena de Hawái, Mauna Kea, se eleva a 4205 m s. n. m. Medido desde su base en el fondo del mar, es la montaña más alta del mundo con a 10 203 m; Everest se eleva 8848 metros sobre el nivel del mar. Hawái está rodeado de un gran número de montes submarinos; sin embargo, se descubrió que no eran relacionados con el punto caliente y su actividad volcánica. Kilauea está en erupción continua desde 1983 a través de Puʻu ʻŌʻō, un cono volcánico de menor importancia que se convirtió en una atracción para tanto para los vulcanólogos como los turistas.

### Deslizamientos
Las islas hawaianas están alfombradas por un gran número de deslizamientos de tierra procedente de colapso volcánico. El mapa batimétrico reveló al menos 70 grandes deslizamientos de más de 20 km de longitud en los flancos de las islas; los más largos tienen una longitud de 200 km y un volumen de más de 5000 km³. Estos flujos de escombros pueden clasificarse en dos grandes categorías: asentamientos, un movimiento masivo de pendientes que se aplanan lentamente, y avalanchas de escombros, que fragmentan las laderas volcánicas y dispersan escombros volcánicos más allá de sus laderas. Estos deslizamientos causaron grandes tsunamis y terremotos, fracturación de masas volcánicas, y el esparcimiento de escombros hasta cientos de kilómetros de su fuente.
Los asentamientos suelen estar profundamente arraigados en sus orígenes, desplazando rocas hasta una profundidad de 10 km en el interior del volcán. Forzado hacia adelante por la masa de material volcánico recién expulsada, los asentamientos pueden deslizarse lentamente hacia delante, o bien saltar hacia delante en espasmos que han causado los terremotos históricos más fuertes de Hawái en 1868 y 1975. Las avalanchas de escombros son más delgadas y más largas. Avalanchas que se desplazaron con gran velocidad llevaron bloques de 10 kilómetros sobre una distancia de decenas de kilómetros, perturbando la columna de agua y causando megatsunamis. Existe evidencia de estos hechos en la forma de depósitos marinos en lo alto de las laderas de muchos volcanes hawaianos, y eb las laderas de varios montes submarinos Emperador, tales como el guyot Daikakuji y el monte submarino Detroit.

### Evolución

Una secuencia animada que muestra la erosión y el hundimiento de un volcán, y la consiguiente formación de un arrecife de coral que lo rodea, lo que finalmente resulta en un atolón

Los volcanes de Hawái siguen un ciclo de vida establecido de crecimiento y erosión. Después de la formación de un nuevo volcán, su producción de lava aumenta gradualmente. Alcanza su altura y actividad máxima cuando el volcán tiene una edad de unos 500.000 años, y luego su actividad disminuye rápidamente. Con el tiempo se vuelve inactivo, y finalmente extinto. La erosión reduce el volcán, hasta que de nuevo se convierte en un monte submarino.
Este ciclo de vida consta de varias etapas. La primera es la etapa que precede a la del volcán en escudo submarino, en la actualidad únicamente representada por el monte submarino Lōʻihi. Durante esta etapa, el volcán crece por erupciones cada vez más frecuentes. La presión del mar impide erupciones explosivas. El agua fría solidifica rápidamente la lava, produciendo la lava acojinada típica de la actividad volcánica submarina.
El monte submarino crece lentamente y pasa por la etapa del volcán en escudo. Aún mientras sumergido adquiere muchas características de volcanes maduros, incluso una caldera. Con el tiempo la cumbre emerge del mar, y la lava y el agua del océano «luchan» por el control; el volcán entra en una subfase explosiva. Esta etapa de su desarrollo se ejemplifica por los respiraderos de vapor que generan erupciones explosivas. Como resultado de las ondas que humectan la lava, el volcán produce principalmente ceniza volcánica en esta etapa. El aparente conflicto entre la lava y el mar influyó la mitología hawaiana.: 8–11 
El volcán entra en la subfase subaérea cuando esta lo suficientemente alto como para escapar a la influencia del agua. El volcán adquiere 95% de su altura sobre el nivel del mar durante los aproximadamente 500.000 años que siguen. A partir de entonces las erupciones se vuelven mucho menos explosivas. La lava producida en esta etapa son a menudo del tipo pahoehoe y 'a'ā; los volcanes de Hawái actualmente activos, el Mauna Loa y el Kilauea, se encuentran en esta fase. La lava hawaiana es a menudo fluida y lenta, y su trayectoria es relativamente fácil de predecir; el USGS determina su trayectoria más probable y mantiene un sitio turístico para la observación de los flujos de lava.
Después de la fase subaérea el volcán entra en una serie de etapas posteriores a la etapa de volcán en escudo, incluyendo el hundimiento y la erosión, convirtiéndose en un atolón y, finalmente, en un monte submarino. Cuando la placa del Pacífico lo desplaza fuera de la isoterma de 20 °C que marca los trópicos, la mayor parte del arrecife de coral se desvanece, y el volcán extinto se convierte en uno de los aproximadamente 10 000 montes submarinos en el mundo. Todo los montes submarinos Emperador son volcanes muertos.